# Mónaco en los Juegos Olímpicos de Londres 1948
Mónaco estuvo representado en los Juegos Olímpicos de Londres 1948 por cuatro deportistas masculinos que compitieron en tiro deportivo.
El equipo olímpico monegasco no obtuvo ninguna medalla en estos Juegos.